# Љубавни залогаји
Љубавни залогаји српска је телевизијска серија из 2021. године.
Од 2. августа 2021. године се емитује на каналу Суперстар 2.

## Радња
Прича се врти око два друга која покушавају да отворе ресторан на Дорћолу на црно, да не би плаћали порез и онда упадају у разне комичне ситуације.
Један је београдски, дорћолски муљатор који препродаје све и свашта и на тај начин живи, а други је хипстер са села који је дошао у Београд и покушава да буде већи Београђанин од Београђанина.

## Улоге
| Глумац                 | Улога              |
| ---------------------- | ------------------ |
| Ђорђе Стојковић        | Шуки               |
| Иван Ђорђевић          | Џони               |
| Наташа Аксентијевић    | Цеца               |
| Радомир Раша Влачић    | Раша               |
| Бранко Видаковић       | Васа               |
| Aња Мит                | Радмила            |
| Миљана Поповић         | Уна                |
| Јана Михаиловић        | Маја               |
| Магди ел Асарг         | Тања               |
| Симон Јегоровић        | Симон              |
| Небојша Шурлан         | Босанац            |
| Исидора Грађанин       | Весна              |
| Мина Манојловић        | Нина               |
| Дамир Азировић         | деда алас          |
| Огњен Дрењанин         | Дуле               |
| Сретен Јовановић       | Гадафи             |
| Дејан Тончић           | Ројко              |
| Филип Ђукић            | Црни               |
| Бојан Хлишћ            | Брка               |
| Дејан Костић           | Прежа сопрано      |
| Уна Миљуш              | Уна сопрано        |
| Иван Иванов            | Аца Пик            |
| Душан Момчиловић       | Пјер               |
| Јелена Стошић          | касирка            |
| Хаки Ибраими           | Ром 1 / Лаза       |
| Звонко Митровић        | Ром 2 / Пера       |
| Фуад Табучић           | Ђоле               |
| Катица Жели            | Вера               |
| Наташа Балог           | Марина             |
| Далибор Лазић          | отац               |
| Александра Ћосић       | гђа Хаџираковић    |
| Комина Сејдо           | кустос             |
| Немања Церовац         | Пеца               |
| Ненад Петровић         | Тода               |
| Микан Козомара         | Микан              |
| Борис Станковић        | Лоле брада         |
| Ненад Савић            | Трша               |
| Ђорђе Павлов           | Ђока Кортина       |
| Тара Јевросимовић      | Јана               |
| Предраг Дамњановић     | Ваљевац            |
| Саша Јоксимовић        | Јакша              |
| Филип Карло            | Ричард             |
| Јелица Ковачевић       | Мира Тарот         |
| Растко Јанковић        | Баралић            |
| Луција Кајић           | Ивана              |
| Нино Ћулум             | председник         |
| Маја Јаковљевић        | квизашица          |
| Милош Царић            | Марко Царић Јуниор |
| Јована Радосављевић    | Андреа             |
| Ђорђе Креча            | Данијел            |
| Миљана Кравић          | Наталија           |
| Борко Сарић            | Жија               |
| Милош Самолов          | Гане               |
| Катарина Барјактаревић | Соња               |
| Јелена Стошић          | продавачица        |
| Немања Миленковић      | бивши директор     |
| Ђорђе Стојановић       | ММА борац          |
| Борко Стојановић       | ММА судија         |
| Дејан Милићевић        | др Меркјури        |
| Петар Миљуш            | Аца                |
| Џонатан Коко           | мајстор            |
| Марко Маринковић       | редар              |
| Борис Комненић         | водитељ            |
| Исидора Милиновић      | Љубинка            |
| Мирко Пантелић         | ди џеј Таст        |
| Ратко Игњатов          | Дади               |
| Јелена Велковски       | Мима               |
| Ђорђе Ерчевић          | Риле               |